# Olchowo (Kaskajmy)
Olchowo (niem. Erlenhof) – przysiółek osady Kaskajmy w Polsce, położony w województwie warmińsko-mazurskim, w powiecie kętrzyńskim, w gminie Kętrzyn. Wchodzi w skład sołectwa Gałwuny.
W latach 1975–1998 przysiółek administracyjnie należał do województwa olsztyńskiego.

## Historia
W latach 1934–1945 Olchowo razem z Kaskajmami należało do spółki zarządzającej cukrownią w Kętrzynie.
W roku 1973 Olchowo należało do sołectwa Borki.